# Roberto de Ufford

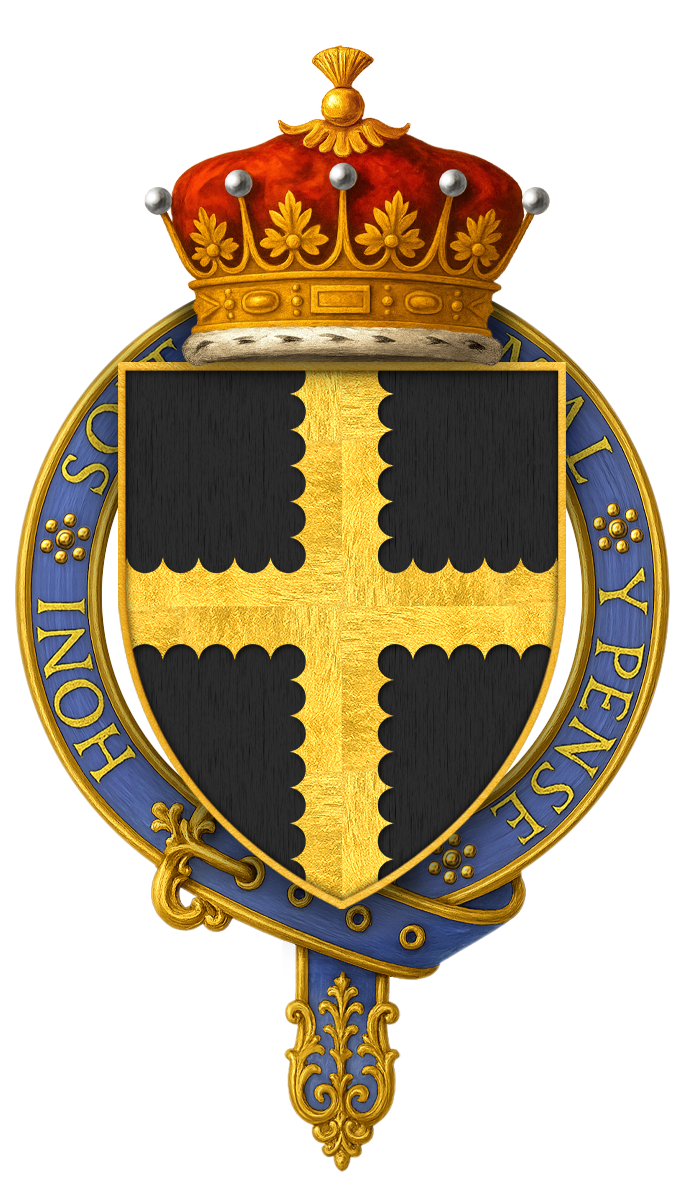
Armas de Sir Roberto de Ufford, I conde de Suffolk, KG

Roberto de Ufford (en inglés, Robert d'Ufford) I conde de Suffolk, KG (9 de agosto de 1298 – 4 de noviembre de 1369) fue un par inglés. Se creó para él el título de conde de Suffolk en 1337.

## Primeros años
Nacido el 9 de agosto de 1298, Roberto de Ufford fue el segundo hijo, pero mayor de los supervivientes, de Roberto de Ufford (1279–1316), Lord Ufford de Ufford (Suffolk), y Cecilia de Valoignes (f. 1325), hija de Sir Roberto de Valoignes (f. 1325). Tuvo un hermano menor, Sir Ralph Ufford (f. 1346).
El 19 de mayo de 1318 se hizo cargo de las tierras de su padre en Suffolk. Fue nombrado caballero y recibió algunos empleos oficiales, ocupándose, por ejemplo, en 1326 de reclutar barcos para uso real en Suffolk, y sirviendo en noviembre de 1327 en una comisión de la paz en los condados orientales bajo el estatuto de Winchester. En mayo y junio de 1329 atendió al joven Eduardo III en su viaje a Amiens.
Estuvo ocupado en asuntos de estado hasta el final del gobierno de la reina Isabel y Rogelio Mortimer, y el 1.º de mayo de 1330 recibió la cesión vitalicia del castillo de Orford en Suffolk, que había sido previamente poseído por su padre; también obtuvo concesiones de otras tierras. El 28 de julio fue nombrado para organizar y mandar las levas de Norfolk y Suffolk llamadas para combatir "contra los rebeldes del rey". A pesar de ello, en octubre se relacionó con Guillermo de Montaigu en el ataque sobre Mortimer en Nottingham. Intervino en la captura de Mortimer en el castillo de Nottingham, y estuvo implicado en las muertes de Sir Hugh de Turplington y Richard de Monmouth que ocurrieron durante la refriega; el 12 de febrero de 1331 recibió un perdón especial por este homicidio. Fue recompensado con una concesión de las mansiones de Cawston y Fakenham en Norfolk, y también algunas casas en Cripplegate que habían pertenecido al aliado de Mortimer, John Maltravers, sucediendo a Maltravers en algunos cargos. Fue llamado como barón al parlamento el 27 de enero de 1332. Desde aquel entonces fue uno de los guerreros, consejeros y diplomáticos en los que más confió el rey Eduardo III.

## Conde de Suffolk
El 1 de noviembre de 1335 Ufford fue nombrado miembro de una embajada con poder para tratar con los escoceses. Después sirvió en una campaña contra ellos, y fue nombrado guardián del castillo de Bothwell. El 14 de enero de 1337 fue nombrado almirante de la glota septentrional del rey, juntamente con Sir John Ros; Ufford dejó de desempeñar este cargo más tarde, ese mismo año. En marzo fue nombrado conde de Suffolk, y se le concedieron tierras. Durante su ausencia en el parlamento, los escoceses volvieron a tomar el castillo de Bothwell.

## La guerra de los Cien Años
En los primeros movimientos de la guerra eduardiana, Suffolk fue enviado el 3 de octubre de 1337, con Henry Burghersh, el conde de Northampton, y Sir John Darcy, para tratar la paz o al menos una tregua con los franceses. Le dieron más poderes para tratar con el emperador Luis IV y otros aliados, y el 7 de octubre también le encrgaron tratar con David Bruce, que entonces permanecía en Francia, y estaba acreditado ante los dos cardenales enviados por el papa para conseguir una reconciliación anglo-francesa. Al año siguiente, el 1 de julio, Suffolk se asoció con John de Stratford y otros en una embajada a Francia, y dejó Inglaterra junto con los dos cardenales enviados para tratar de la paz. Atendió al rey en Brabante, sirviendo en septiembre de 1339 en la expedición que asedió Cambrai, y en el ejército que se preparaba para luchar en una gran batalla en Buironfosse que al final quedó en nada, donde él y el conde de Derby tenían mando conjunto. El 15 de noviembre de ese mismo año fue nombrado embajador conjunto ante Luis, conde de Flandes y los estados flamencos, para tratar una alianza.
Después del regreso de Eduardo a Inglaterra, Suffolk quedó atrás, junto con Salisbury, en guarnición en Ypres. En la cuaresma de 1340 atacaron a los franceses cerca de Lille, persiguieron al enemigo hasta la ciudad, fueron hechos prisioneros y enviados a París. Felipe VI de Francia, se dice, deseaba matarlos, y sólo se libraron gracias a la intervención de Juan de Bohemia. La tregua del 25 de septiembre de 1340 dio lugar a la liberación de todos los prisioneros, pero Suffolk sólo fue liberado después del pago de un cuantioso rescate, al que contribuyó Eduardo III. Intervino en un torneo en Dunstable en la primavera de 1342 y en grandes justas en Londres. Fue uno de los miembros del torneo de la Tabla Redonda celebrado en Windsor, que se reunió en febrero de 1344, y luchó en un torneo en Hertford en septiembre de 1344. Fue uno de los primeros miembros de la orden de la jarretera.
Suffolk sirvió con el ejército inglés que intervino en la guerra de Sucesión Bretona durante el mes de julio de 1342, y en el sitio de Rennes. En julio de 1343 fue embajador conjunto ante el papa Clemente VI en Aviñón. El 8 de mayo de 1344 fue nombrado capitán y almirante de la flota norteña, y el 3 de julio acompañó a Eduardo en una breve expedición a Flandes. Siguió siendo almirante en persona o delegado hasta marzo de 1347, cuando le sucedió en el cargo Sir John Howard. El 11 de julio de 1346 Suffolk embarcó con el rey desde Portsmouth para invadir Francia, campaña que dio lugar a la batalla de Crécy. En la retirada hacia el norte, un día después de pasar el río Sena, Suffolk y Hugo le Despenser derrotaron a una fuerza francesa. Suffolk fue uno de los que aconsejó a Eduardo que seleccionara el campo de Crécy como terreno donde plantear batalla; en la victoria inglesa combatió en el ala izquierda. A la mañana siguiente, el 27 de agosto, tomó parte en el reconocimiento del conde de Northampton que dio como resultado una dura lucha con el resto intacto del ejército francés.
La actividad diplomática de Suffolk siguió adelante. Fue uno de los que se encargaron del tratado de paz con Francia el 25 de septiembre de 1348, y con Flandes el 11 de octubre. Las negociaciones se llevaron a cabo en Calais. El 10 de marzo de 1349, y de nuevo el 15 de mayo de 1350, tuvo misiones similares. El 29 de agosto de 1350 combatió en la naval batalla de Winchelsea. En mayo de 1351 y en junio de 1352 fue commissioner of array jefe en Norfolk y Suffolk.

## En el suroeste de Francia
En septiembre de 1355 Suffolk embarcó con Eduardo de Woodstock, el príncipe de Gales -a quien desde el siglo XVI se conoce como el "Príncipe Negro"-, en dirección a Aquitania. Entre octubre y diciembre participó en la cabalgada del príncipe atravesando el Languedoc hasta Narbona, donde comandaba la retaguardia, Guillermo de Montaigu sirvió con él. Tras su regreso se acuerteló en Saint-Emilion, sus seguidores se estacionaron alrededor de Libourne. En enero de 1356 lideró otra incursión, hacia Rocamadour. Suffolk compartió la incursión del príncipe de Gales hacia el norte de 1356, y participó en la subsiguiente batalla de Poitiers, donde junto con Salisbury, comandó la tercera columna o la retaguardia. El intento del príncipe de retirarse por Miausson, hizo que el grueso del combate en el primer momento recayera sobre Suffolk y Salisbury. En la marcha de vuelta a Burdeos lideró la vanguardia. Tenía entonces 58 años, e intervino en la expedición al condado de Champaña en 1359. Después sólo se encargó de embajadas, la última de las cuales fue la que le encargaron el 8 de febrero de 1362 para negociar la propuesta de matrimonio de Edmundo de Langley con la hija del conde de Flandes.

## Últimos años
En los años de su declive, Suffolk se dedicó al traslado de la abadía de Leiston, cerca de Saxmundham, a un nuevo lugar algo más adentro. En 1363 fue transferida a su nueva sede, donde quedan algunas ruinas.
Suffolk murió el 4 de noviembre de 1369.

## Matrimonio y descendencia
En 1334 se casó con Margarita Norwich (m. 2 de abril de 1368), hija de Sir Walter Norwich (m. 1329), Tesorero real, y de Catherine de Hedersete, de quien tuvo bastante descendencia, incluyendo:
- Roberto Ufford, que murió antes que su padre sin descendencia.[2]
- Guillermo de Ufford (m. 15 de febrero de 1382), segundo hijo, que se casó con Joan Montagu (2 de febrero de 1349 -  m. antes del 27 de junio de 1376), hija de Edward Montagu, I barón Montagu (m. 3 de julio de 1461) y Alice de Norfolk, de quien tuvo cuatro hijos y una hija.[5]
- Walter Ufford (n. 3 de octubre de 1333), tercer hijo, que se casó, antes de febrero de 1359, con Elizabeth de Montagu (h.1344 - antes de julio de 1361), hija de Edward Montagu, I barón Montagu (m. 3 de julio de 1461) y Alice de Norfolk, de quien no tuvo descendencia.[5]
- Joan Ufford, hija mayor, que celebró promesa de matrimonio con el pupilo de su padre, John de St Philibert; pero el matrimonio no llegó a celebrarse.[2]
- Catharine Ufford (n. h. 1317, fecha de fallecimiento desconocida)[cita requerida] se casó con Robert de Scales, III barón Scales.[2][6]
- Cecily Ufford (n. h. 1327 – m. antes de 29 de marzo de 1372),[cita requerida] que se casó con William, Lord Willoughby de Eresby.[2]
- Margaret Ufford (n. h. 1330 – m. antes de 25 de mayo de 1368),[cita requerida] que se casó con Sir William Ferrers, III barón Ferrers de Groby.[2]
- Maud Ufford, que se hizo monja en el priorato agustino de Campsea Ashe, Suffolk.[2]